# Jean-Louis Barcelona
Pour les articles homonymes, voir Barcelona.
Jean-Louis Barcelona est un acteur français, né le 1er janvier 1975 à Mazamet dans le département du Tarn.

## Biographie
Jean-Louis Barcelona commence à faire du théâtre au Centre d'animation jeunesse d'Aussillon, dans le Tarn, puis passe un bac option théâtre et un diplôme d'études universitaires scientifiques et techniques, à Aix-en-Provence. Il intègre ensuite le Conservatoire de Marseille et poursuit sa formation au Théâtre de Chaillot à Paris.
Après quelques apparitions à la télévision notamment dans des publicités pour la Française des jeux et pour Cetelem (où il campe le sosie de Michel Polnareff), il rencontre l’équipe de Groland avec laquelle il fait de nombreuses interventions dans leur émission sur Canal +.
Sur scène, il partage notamment l’affiche avec Yvan Le Bolloc'h et Isabelle Nanty dans Les Deux Canards mis en scène par Alain Sachs au Théâtre Antoine. Isabelle Mergault lui écrit des rôles sur mesure dans trois pièces qu’il joue à ses côtés : L'Amour sur un plateau, Adieu, je reste et Ouh Ouh.
Il apparaît aussi dans beaucoup de productions télévisées. Outre plusieurs programmes pour Canal +, on le voit dans des séries comme Avocats et Associés, La Cour des grands ou Templeton. Au cinéma, il joue des seconds rôles dans des films comme Taxi 4, OSS 117 : Rio ne répond plus, Les Aventures extraordinaires d'Adèle Blanc-Sec, Les Profs ou Duo d'escrocs aux côtés de Pierce Brosnan et Emma Thompson. Sous la direction de Daniel Auteuil, il tourne aussi trois ﬁlms : La Fille du puisatier, Marius et Fanny. En 2017 il apparait sur youtube dans le court métrage de Cyprien si le président était un youtubeur.

## Filmographie

### Cinéma
- 2003 : Bienvenue au gîte de Claude Duty : un vacancier au rafting
- 2004 : Podium de Yann Moix : un fan
- 2004 : Au secours, j'ai 30 ans ! de Marie-Anne Chazel : le marié
- 2005 : L'Enfer de Danis Tanovic : le vendeur de journaux
- 2005 : Les Poupées russes de Cédric Klapisch : le rédacteur de presse
- 2006 : Enfermés dehors d'Albert Dupontel : un serveur
- 2007 : Taxi 4 de Gérard Krawczyk : la Taupe
- 2007 : L'Invité de Laurent Bouhnik : le candidat à l'entretien de recrutement
- 2007 : Le Dernier Gang d'Ariel Zeitoun : l'employé des coffres à la banque
- 2007 : Ce soir je dors chez toi d'Olivier Baroux : un serveur
- 2008 : Louise-Michel de Benoît Delépine et Gustave Kervern : le serveur de fromages
- 2008 : Revolta kilomètre zéro (Revolta km 0) de Jean-Michel Bensoussan : le passager encombrant
- 2009 : OSS 117 : Rio ne répond plus de Michel Hazanavicius : Pichard
- 2009 : Divorces ! de Valérie Guignabodet : l'huissier
- 2009 : La Loi de Murphy de Christophe Campos : P'tit Mosieur
- 2010 : Les Aventures extraordinaires d'Adèle Blanc-Sec de Luc Besson : Louis
- 2010 : Donnant Donnant d'Isabelle Mergault : Eric
- 2011 : La Croisière de Pascale Pouzadoux : l'officier au restaurant
- 2011 : La Fille du puisatier de Daniel Auteuil : le commis
- 2011 : Les Mythos de Denis Thybaud : le groom du Ritz
- 2011 : De l'huile sur le feu de Nicolas Benamou : le libertin avec des ailes
- 2012 : Radiostars de Romain Lévy : Mathias Chocuccino
- 2012 : Sur la piste du Marsupilami d'Alain Chabat : l'ingénieur
- 2012 : Les Kaïra de Franck Gastambide : le physionomiste du club branché
- 2012 : Astérix et Obélix : Au service de sa Majesté de Laurent Tirard : Ipipipourax
- 2012 : Max de Stéphanie Murat : l'homme au poulet
- 2013 : Vive la France de Michaël Youn : un passager de l'avion
- 2013 : Au bonheur des ogres de Nicolas Bary : le petit pompier
- 2013 : Les Profs de Pierre-François Martin-Laval : Marcelin Jacquard
- 2013 : Denis de Lionel Bailliu : Cyclope
- 2013 : Demi-sœur de Josiane Balasko : le réceptionniste de l'hôtel
- 2013 : Marius de Daniel Auteuil : Frisepoulet
- 2013 : Fanny de Daniel Auteuil : Frisepoulet
- 2014 : Duo d'escrocs de Joel Hopkins : Minion
- 2018 : Comme des garçons de Julien Hallard : André, le mari de Raymonde
- 2018 : En liberté ! de Pierre Salvadori : le psychopathe
- 2018 : L'amour est une fête de Cédric Anger : "Bite de singe"
- 2019 : Les Crevettes pailletées de Cédric Le Gallo et Maxime Govare : Hervé Langlois
- 2019 : Deux moi de Cédric Klapisch : le patient
- 2020 : Effacer l'historique de Benoît Delépine et Gustave Kervern : Le serveur grognon
- 2021 : Envole-moi de Christophe Barratier : Jean-Louis
- 2021 : Cette musique ne joue pour personne de Samuel Benchetrit : Jean-Claude
- 2022 : Permis de construire d'Éric Fraticelli : M. Vallet
- 2022 : Le Temps des secrets de Christophe Barratier : Petunia
- 2023 : Des mains en or d'Isabelle Mergault : Gildas
- 2024 : Le Déluge de Gianluca Jodice : Gabeau
- 2024 : Loups-garous de François Uzan : le berger
- 2025 : 100 Millions ! de Nath Dumont : maître d'hôtel
- 2025 : Doux Jésus de Frédéric Quiring : le contrôleur de train
- 2025 : La Tournée de Florian Hessique : le bénévole

### Courts métrages
- 2001 : Mickro Ciné d'Éric Valette
- 2007 : Vendredi 31 de Jérôme Debusschère
- 2011 : La Peinture à l'huile de Claude Duty : un randonneur

### Télévision

#### Téléfilms
- 2004 : Désirs et sexualité documentaire pour France 3 de Nils Tavernier
- 2006 : L'Enfant de personne de Michaël Perrotta : un passant
- 2006 : Le Grand Charles de Bernard Stora : le commandant résistant
- 2006 : Sois le meilleur de Christophe Barraud
- 2008 : Elles & moi de Bernard Stora : un policier
- 2008 : Drôle de Noël de Nicolas Picard : Sam le gardien d’immeuble
- 2009 : Le Bourgeois gentilhomme de Christian de Chalonge : le garçon tailleur
- 2011 : Le Cas de madame Luneau de Philippe Bérenger
- 2011 : Héloïse et Le Romancier Martin de Jérôme Foulon
- 2011 : Brassens, la mauvaise réputation de Gérard Marx : Jacques Grello
- 2012 : À dix minutes des naturistes de Stéphane Clavier : le patron du bazar
- 2015 : Groland le gros métrage de Jules-Edouard Moustic et Benoît Delépine
- 2016 : Frères à demi de Stéphane Clavier
- 2024 : Je ne me laisserai plus faire de Gustave Kervern : l'ouvrier du dégât des eaux
- 2024 : Panique au 31 de Gaël Leforestier : Patrick

#### Séries télévisées
| - 2003-2005 : 20 h 10 pétantes, pour Canal + - 2005 : Vénus et Apollon, épisode Soin conjugal de Pascal Lahmani et Tonie Marshall - 2005 : Avocats et Associés 2 épisodes de Patrice Martineau : Zladek - Les ciseaux - Explosif - 2005 : Les histoires extraordinaires de Pierre Bellemare de Nathalie Mauger - 2006 : Le Soiring de TPS Star d'Hugo Mérival, sur TPS Star - 2006 : Joséphine de Jean-Marc Vervoort - 2007 : L'École de la vie de Christophe Barraud - 2007-2008 : Barres de Mire de Lee Schulman (Programme Court pour Canal+) - 2007-2013 : Les films fait à la maison de Pat Marcel, Lionel Bernard, François Choquené, Jean-Michel Ben Soussan, Pierre Jamin et Olivier Gajan (Programme Court pour Canal+) - 2008 : La Cour des grands, 2 épisodes de Christophe Barraud : Monsieur Longeron - Muriel - Alison - 2008 : Clara Sheller, épisode Une autruche en décapotable d'Alain Berliner : le vendeur de téléphones - 2008 : La classe de monsieur Populaire de Guillaume Carayol : Monsieur Populaire - 2009 : Ricao Marino d’Yvan Le Bolloc'h - 2010 : Caméra Café 2 : Régis - 2011 : L'Épervier, 6 épisodes de Stéphane Clavier : l'Eponge - 2011 : Ma femme, ma fille, deux bébés, épisode Ma femme, ma fille, un déménagement de Vincent Monnet : Machoman - 2012 : Jeu de dames, 2 épisodes de François Guérin : le croupier - Où elles font tomber les masques - Où elles s'emmêlent | - 2012 : Nos chers voisins, 1 épisode de Stéphane Kopecky et Gérard Pautonnier - 2012 : Scènes de ménages, 2 épisodes de Francis Duquet - 2012 : Frais d’agence inclus d’Yvan Le Bolloc'h et Jonathan Barre - 2012 : Fais pas ci, fais pas ça, saison 5, 1 épisode - 2013 : La Croisière, épisode Révélations de Pascal Lahmani : le voisin de Babou - 2013 : Détectives, épisode Le sourire d'Abou de Lorenzo Gabriele : le fleuriste - 2013 : Zak, d'Arthur Benzaquen et Denis Thybaud - 2015 : Peplum, saison 1, épisode 2 de Philippe Lefebvre : Démétrius le maître des orgies - 2015 : Pep's, 1 épisode - 2015 : Templeton, 10 épisodes de Stephen Cafiero : Morty - J'le sens pas ce plan - Il m'a manqué de respect ! - Qui contrôle le saloon contrôle l'information - Fait t'as r'en dans l'pantalon - Vous faites une belle brochette de cons tous les trois - Non, mais il sait que Miss Daisy sait.... - Quelle journée de merde - Je cherche mon frère - Mes p'tits chats on a une diligence à attaquer - Oh putain... - 2015 : Draculi & Gandolfi de Guillaume Sanjorge : le trésorier Arpagoun - 2015 : T'as du feu ? de Philippe Lefebvre : Vetrine - 2016 : Nos chers voisins : curé, l'oncle - 2016 : La Petite Histoire de France : le boudin de porte - 2017 : Le Morning, série télévisée : l'inspecteur - 2017 : Commissariat central : le voisin - 2021 : Frérots (série OCS) : Pinto - 2022 : Le crime lui va si bien, épisode 7 : A l’Italienne : Pichetti - 2023 : Le Fil d'Ariane : Jason Roffe - 2025 : Les aventures avec ma voisine, sur Stardust TV, rôle du majordome Norbert '. |

### Clips
- 2011 : La Tristitude d'Oldelaf, réalisé par François Goetghebeur
- 2011 : Coming out des Fatals picards, réalisé par Julien Bloch
- 2013 : 20 ans de Zazie, réalisé par Denis Thybaud

## Théâtre
- 1996 : Les Suppliantes d'Eschyle, mise en scène Nanouk Broche, Festival international de Turquie
- 1998 : Francis Bacon en Théâtre ou Figure dans un Paysage de Jean-Pierre Raffaelli, mise en scène de l’auteur, Festival de Bath (Grande-Bretagne) et Venise
- 2002 : L'Échappée de Thierry Bexon, spectacle corporel de rue, joué à Paris et tournée en province
- 2004 : Scènes et Extraits montage de textes classiques par Isabelle Rattier, mise en scène de l’auteure, Théâtre national de Chaillot
- 2006 : Scènes d'archives de Paris, Tableaux de parole de Jean-Pierre Raffaelli autour des textes d'Arlette Farge, mise en scène de l’auteur, Théâtre du Merlan à Marseille
- 2007 : LA, projet chorégraphique d'après Du sang sur le cou du chat (Blut am Hals der Katze) de Rainer Werner Fassbinder, mise en scène et chorégraphie Yette Resal, Marseille
- 2008-2010 : Les Deux Canards de Tristan Bernard et Alfred Athis, mise en scène Alain Sachs, Théâtre Antoine, en tournée
- 2011 : L'Amour sur un plateau d'Isabelle Mergault, mise en scène Agnès Boury, Théâtre de la Porte-Saint-Martin
- 2012-2013 : Adieu je reste ! d'Isabelle Mergault, mise en scène Alain Sachs, Théâtre des Variétés, Théâtre de la Porte-Saint-Martin
- 2014-2015 : Ouh Ouh d'Isabelle Mergault, mise en scène Patrice Leconte, Théâtre des Variétés
- 2017-2018 : Les Choristes, spectacle musical de Christophe Barratier, mise en scène de l'auteur, Théâtre des Folies Bergère, en tournée
- 2020 : Elle & Lui d'Isabelle Mergault, mise en scène Christophe Duthuron, théâtre des Nouveautés
- 2021 : Adieu je reste ! d'Isabelle Mergault, mise en scène Olivier Macé et Chantal Ladesou, Théâtre des Nouveautés
- 2025 : Le Bracelet d'Isabelle Mergault, mise en scène Serge Postigo, tournée